# Le Voyageur du froid (livre)
Le Voyageur du froid est un roman de Nicolas Vanier publié en 2003.

## Résumé
Au-delà de la limite des arbres règne la toundra, faite de lichens que mangent les rennes. Chaque mouvement de vent diminue la température d'un degré. Il vaut donc mieux aller vers l'est. La neige à igloo ne se trouve que dans l'Arctique et sur certains reliefs très exposés. Elle se coupe comme un gâteau. Il faut 5 cm de glace pour un homme ou un traineau et 20 pour un camion.
Lors de l'Odyssée blanche, l'auteur a traversé le Canada sur 8600 km en 100 jours. Il a aussi traversé la Sibérie en un an et demi et les Rocheuses en un an et demi. Pour dormir, les chiens se recouvrent de neige pour se protéger du vent s'il y en a. Ils supportent -60°. Les Inuits ont survécu des siècles sans feu ! Chaque chef de clan évène conduit 2000 rennes sur 250 000 ha.